# Carnaval de Jaguarão

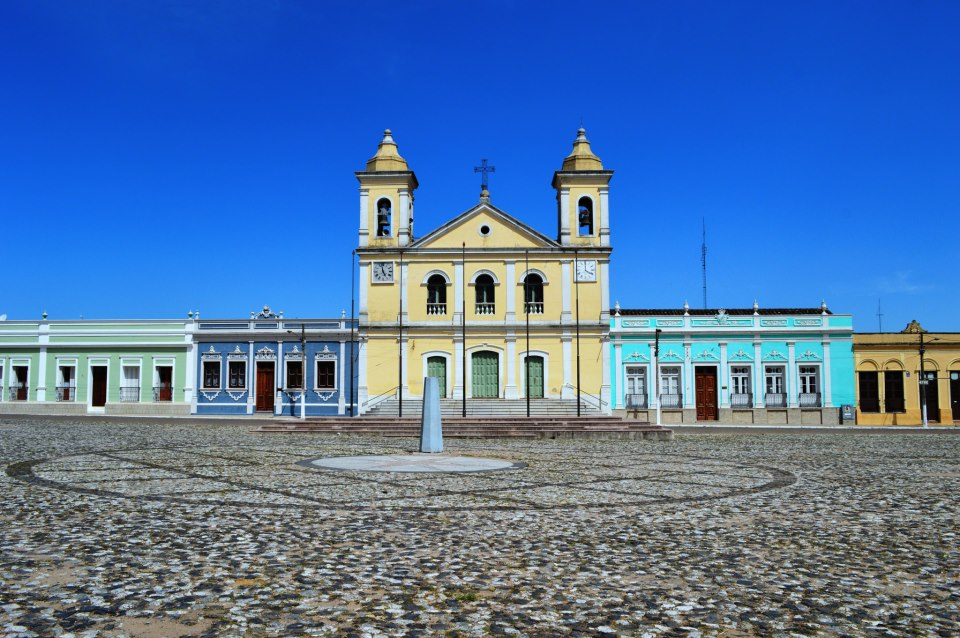
Centro histórico, onde ocorre o carnaval de rua de Jaguarão. Foto: Lino Marques Cardoso

O Carnaval de Jaguarão fez com que a cidade de Jaguarão passasse a ser popularmente chamada de "Salvador do Sul", em referência a grande festa que também ocorre na cidade de Salvador (Bahia). O carnaval de rua chega a reunir 30 mil foliões nas noites de maior movimento, entre moradores da fronteira com o Uruguai e turistas da região, sendo considerado um dos maiores carnavais de rua do Sul do Rio Grande do Sul. As principais atrações são os trios elétricos, blocos e as tradicionais escolas de samba da cidade.

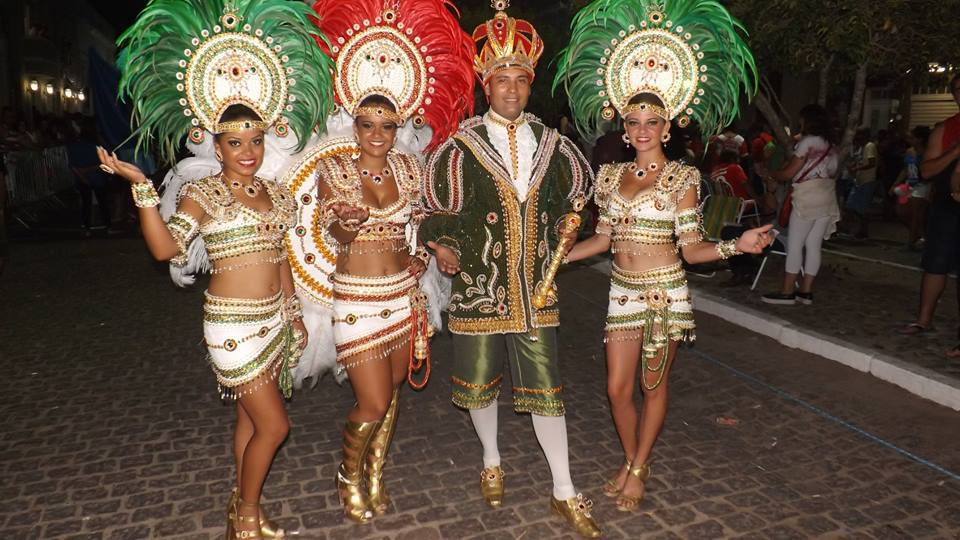
Corte do carnaval de Jaguarão 2017. Foto: Julio Carlos R. Raymundo

## Blocos
- Bloco do Derli
- Bloco do Janjão
- Mono Bloco VTT
- Prata da Casa

## Escolas de Samba
- Escola de Samba Aguenta se Puder (1966)
- Escola de Samba Palestina (1992)
- Sociedade Beneficente e Recreativa Estrela D'Alva (1964)

Alguns dos Carnavalescos da história recente que contribuiram para a evolução da qualidade estética das escolas de Jaguarão: 
- Claudio Oliveira (Estrela D'alva) 
- Guilherme Soares (Aguenta Se Puder) 
- Lorena Fonseca (Estrela D'alva) 
- Ranieri Frós (Palestina) 
- Nicoli Vougan (Aguenta se Puder) 
- Abelardo Oliveira (Palestina)  
Maiores Campeãs:
1° Estrela D'alva  
2° Aguenta se Puder  
3° Palestina  
4° Bandeira Branca  
5° Paraíso  
6° Centenario  

Comissões de Frente:
Antes da década de 2010, as comissões de frente no carnaval de Jaguarão ainda não tinham grande elaboração coreográfica, sendo um quesito tratado de forma simples. A partir dos anos de 2011 e 2012, iniciou-se um movimento de maior sofisticação nesse elemento dos desfiles.
Em 2011, a escola Palestina apresentou uma comissão de frente sob a direção de Ayuni, demonstrando um nível de organização superior ao que se via até então. No ano seguinte, em 2012, a Estrela Dalva, com Marina Miranda, trouxe uma abordagem mais elaborada do que era habitual, apresentando um enredo sobre a África. No mesmo período, a escola Aguenta Se Puder também começou a aprimorar suas apresentações, com Pamela Cardoso contribuindo de forma tímida para essa evolução na escola.
A consolidação desse aprimoramento veio com Guilherme Soares Ávila no Aguenta Se Puder, quando a escola alcançou, por três anos consecutivos (2015 a 2017), as melhores avaliações em comissões de frente. Esse foi o primeiro período em que a escola conseguiu tal feito. A qualidade das apresentações garantiu à escola a maior soma de notas nesse quesito durante esses anos. No entanto, a hegemonia do Aguenta Se Puder foi quebrada em 2018, com a saída de Guilherme e o retorno de Pamela Cardoso, resultando na pior avaliação da comissão naquele ano.
Guilherme Soares retornou em 2020 na escola Palestina, alcançando a segunda posição pela primeira vez, ficando atrás apenas da comissão de frente do Aguenta Se Puder, que contou com a participação do profissional Circo Tholl, de Pelotas. Essa parceria elevou ainda mais o nível das apresentações e trouxe uma nova dimensão ao espetáculo carnavalesco da cidade.
As comissões de frente do Aguenta Se Puder nos anos de 2019, 2020 e 2024, todas realizadas em parceria com o Circo Tholl, repetiram o feito conquistado entre 2015 e 2017, consolidando novamente a escola como a melhor comissão de frente nesses anos. Essas apresentações foram marcadas por performances altamente técnicas, figurinos deslumbrantes e um nível de teatralidade que encantou o público e elevou o patamar das comissões de frente no município. 
Com essa evolução, as comissões de frente deixaram de ser apenas um grupo de abertura para se tornarem verdadeiros espetáculos à parte, destacando-se como um dos pontos altos dos desfiles. O trabalho iniciado por Marina Miranda, Pamela Cardoso e Ayuni, e consolidado por Guilherme Soares e Diego Gouveia estabeleceu um novo padrão de excelência que transformou para sempre o carnaval de Jaguarão, fazendo desse quesito um dos mais aguardados pelo público e pela crítica.
Top 5 melhores comissões de frente:
- Aguenta se Puder (2020) - Diego Gouveia 
- Aguenta se Puder (2019) - Diego Gouveia 
- Palestina (2020) - Guilherme Soares Ávila 
- Aguenta se Puder (2017) - Guilherme Soares Ávila 
- Estrela D'alva (2012) - Marina Miranda 
Melhores Carros alegóricos:

### Aguenta Se Puder – 2019: A Caravela de Cabral
No ano de 2019, a escola Aguenta Se Puder apresentou um dos carros alegóricos mais impressionantes de sua história: um abre-alas que representava a chegada das caravelas de Pedro Álvares Cabral ao Brasil. A alegoria chamou a atenção pela imponência e pelo acabamento refinado, tornando-se um dos destaques daquele ano, sendo amplamente elogiada pelo público e pelos jurados.

### Estrela Dalva – 2013: A Maior Caravela do Carnaval de Jaguarão
A escola Estrela Dalva também apostou na representação das caravelas de Cabral, mas fez isso em 2013, entregando possivelmente o melhor carro alegórico já visto no carnaval de Jaguarão. O tamanho imponente e a riqueza na composição fizeram desta alegoria um espetáculo à parte. O acabamento detalhado e a grandiosidade estrutural impressionaram, estabelecendo um novo padrão de excelência para os carros alegóricos da cidade.

### Palestina – 2019: O Rei de Copas
Em 2019, a escola Palestina trouxe um dos carros mais emblemáticos do carnaval jaguarense ao representar o "Rei de Copas", dentro de um enredo que abordava o universo dos jogos. A alegoria se destacou pelo visual impactante, com a figura do Rei de Copas e cores vibrantes que remetiam ao tema do enredo. A concepção artística foi um dos pontos altos do desfile, sendo considerada uma das alegorias mais bem executadas daquele ano.

## Melhores Desfiles de Cada Escola

### Aguenta Se Puder – 2012: A História do Perfume
No ano de 2012, a escola Aguenta Se Puder apresentou um desfile memorável contando a história do perfume. O desempenho foi excepcional, alcançando o maior somatório de pontos em todas as apurações da história do carnaval jaguarense. Esse feito quebrou um jejum de 36 anos sem títulos para a escola, consolidando-se como um dos momentos mais marcantes do carnaval da cidade.

### Estrela Dalva – 2013: A História do Brasil
Em 2013, a Estrela Dalva trouxe um desfile grandioso contando a história do Brasil. Com um conjunto alegórico e fantasias imponentes, foi um dos desfiles mais impressionantes já vistos em Jaguarão. Muitos o consideram o melhor desfile de uma escola de samba na cidade, embora tenha enfrentado dificuldades com a comissão de frente. Apesar desse problema, o avanço estético da escola naquele ano compensou essa falha, tornando-se um marco no carnaval local.

### Palestina – 2020: O Egito
Mesmo sem conquistar o título, a escola Palestina apresentou em 2020 seu melhor desfile de todos os tempos. Com um enredo sobre o Egito, a escola brilhou com muitas alas, excelente evolução, uma comissão de frente impactante, um carro abre-alas grandioso e um dos melhores conjuntos de carros alegóricos da história do carnaval jaguarense. O desfile recebeu muitos elogios e consolidou a Palestina como uma escola de alto nível competitivo no carnaval da cidade.

Mestres de Bateria de maior reconhecimento: 
- Paulinho da Palestina 
- Mestre Jura 
- Mestre Derli 

Melhores rainhas de bateria recente:
- Lisely Garcia 
- Cristiane Ávila 
- Gabriele Aguiar 

## Trios Elétricos
- Acanhados
- Aloka in Trio
- Aprovados
- Choppados
- Esquenta do Boteco
- Marajás do Trago
- SAC - Unidos do Garajão
- Trem Bala
- Trio do Cravo